# Boxe nos Jogos Pan-Americanos de 1987
As competições de boxe nos Jogos Pan-Americanos de 1987 foram realizadas em Indianápolis, Estados Unidos. Esta foi a décima edição do esporte nos Jogos Pan-Americanos, tendo sido disputado apenas entre os homens. 

## Medalhistas
| Evento                           | Ouro                   | Prata             | Bronze                              |
| -------------------------------- | ---------------------- | ----------------- | ----------------------------------- |
| Peso mosca-ligeiro detalhes      | Luis Román Rolón       | Michael Carbajal  | Juan Torres Odelin Jesus Herrera    |
| Peso mosca detalhes              | Adalberto Regalado     | David Griman      | Hamilton Rodrigues Rafael Ramos     |
| Peso galo detalhes               | Manuel Martínez        | Michael Collins   | Domino Domigella Rafael del Valle   |
| Peso pena detalhes               | Kelcie Banks           | Emilio Villegas   | José Avelar Esteban Flores          |
| Peso leve detalhes               | Julio Gonzales         | José Perez        | Hector Arroyo Marc Menard           |
| Peso meio-médio-ligeiro detalhes | Candelario Duvergel    | Todd Foster       | Wanderley Oliveira Daniel Cueto     |
| Peso meio-médio detalhes         | Juan Carlos Lemus      | Kenneth Gould     | Pedro Frias Rey Rivera              |
| Peso médio-ligeiro detalhes      | Orestes Solano         | Freddy Sanchez    | Frank Liles Gary Smikles            |
| Peso médio detalhes              | Ángel Espinosa Capó    | Otis Grant        | Carlos Herrera Juan Montiel         |
| Peso meio-pesado detalhes        | Pablo Romero Hernandez | Nelson Adams      | Wilfred Moses Guyana Andrew Maynard |
| Peso pesado detalhes             | Félix Savón            | Juan Antonio Díaz | Domenico d'Amico Michael Bentt      |
| Peso super-pesado detalhes       | Jorge Luis González    | Lennox Lewis      | Carlos Barcelete Riddick Bowe       |

## Quadro de medalhas
| Posiçào | Nação                    |    |    |    | Total |
| ------- | ------------------------ | -- | -- | -- | ----- |
| 1       | CUB Cuba                 | 10 | 0  | 1  | 11    |
| 2       | USA Estados Unidos       | 1  | 4  | 4  | 9     |
| 3       | PUR Porto Rico           | 1  | 2  | 5  | 8     |
| 4       | CAN Canadá               | 0  | 2  | 2  | 4     |
| 5       | VEN Venezuela            | 0  | 2  | 1  | 3     |
| 6       | DOM República Dominicana | 0  | 1  | 2  | 3     |
| 7       | ARG Argentina            | 0  | 1  | 1  | 2     |
| 8       | BRA Brasil               | 0  | 0  | 3  | 3     |
| 9       | ESA El Salvador          | 0  | 0  | 1  | 1     |
|         | GUY Guiana               | 0  | 0  | 1  | 1     |
|         | JAM Jamaica              | 0  | 0  | 1  | 1     |
|         | PAN Panamá               | 0  | 0  | 1  | 1     |
|         | URU Uruguai              | 0  | 0  | 1  | 1     |
| Total   | Total                    | 12 | 12 | 24 | 48    |